# Mijo Škvorc
Mijo Škvorc SJ (* 1. September 1919 in Ruševac, Jugoslawien; † 15. Februar 1989) war Weihbischof in Zagreb.

## Leben
Mijo Škvorc trat der Ordensgemeinschaft der Jesuiten bei und empfing am 31. Juli 1948 das Sakrament der Priesterweihe.
Am 16. Juni 1970 ernannte ihn Papst Paul VI. zum Titularbischof von Hadrumetum und bestellte ihn zum Weihbischof in Zagreb. Der Apostolische Pro-Nuntius in Jugoslawien, Erzbischof Mario Cagna, spendete ihm am 19. Juli desselben Jahres die Bischofsweihe; Mitkonsekratoren waren der Bischof von Šibenik, Josip Arnerić, und der Weihbischof in Zagreb, Josip Lach.